# Тараща (станція)
Тараща — колишня проміжна залізнична станція 5 класу Південно-Західної залізниці, розташована за декілька кілометрів від міста Тараща Київської області, кінцева на 21-км гілці від станції Рокитне.
Проєкт побудови залізниці до Таращі існував ще на початку XX ст., однак через початок Першої світової війни будівництво завершене не було. Лише наприкінці 1980-х років розпочалося будівництво залізниці до Таращі, однак реально залізнична станція розмістилася за декілька кілометрів від міста, так і не дійшовши до нього.
Приблизно до 1996 року до станції ходили дизельні поїзди, і згодом станція використовувалася лише для вантажних перевезень.
2017 року дільниця Рокитне — Тараща закрита.. Закрито і станцію Тараща.